# خدرنق طويل الساق
خدرنق طويل الساق (الاسم العلمي:Cheiracanthium longipes) هو نوع من العنكبوتيات يتبع جنس الخدرنق من الفصيلة العناكب الكيسية.